# Tumpu
Tumpu is een bestuurslaag in het regentschap Bima van de provincie West-Nusa Tenggara, Indonesië. Tumpu telt 2307 inwoners (volkstelling 2010).